# Takefumi Sakata

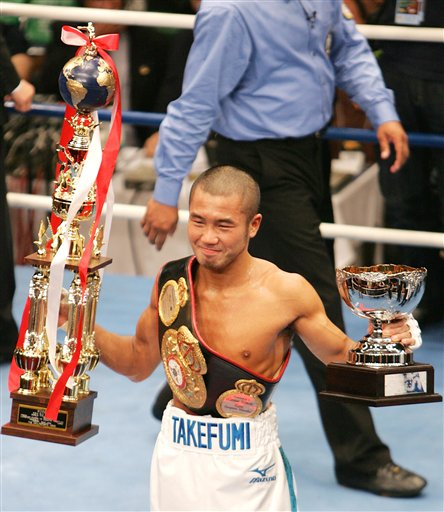
Takefumi Sakata (2007)

Takefumi Sakata (jap. 坂田 健史, Sakata Takefumi; * 29. Januar 1980 in der Präfektur Hiroshima, Japan) ist ein ehemaliger japanischer Boxer im Fliegengewicht.

## Profikarriere
Im Jahre 1998 begann er erfolgreich seine Profikarriere. Am 19. März 2007 boxte er gegen Lorenzo Parra um die WBA-Weltmeisterschaft und gewann durch technischen K. o. in Runde 3. Diesen Gürtel verteidigte er insgesamt viermal und verlor ihn Ende Dezember 2008 an Denkaosan Kaovichit durch klassischen K. o. in Runde 2.
Im Jahre 2010 beendete er seine Karriere.